# Kamieniec (obwód miński)
Kamieniec (biał. Каменец, ros. Каменец) – wieś na Białorusi, w obwodzie mińskim, w rejonie mińskim, w sielsowiecie Szerszuny.
W czasach Rzeczypospolitej ziemie te leżały w województwie mińskim. Odpadły od Polski w wyniku II rozbioru. W granicach Rosji wieś należała do ujezdu wilejskiego w guberni wileńskiej. Ponownie pod polską administracją w latach 1919–1920 w okręgu wileńskim Zarządu Cywilnego Ziem Wschodnich.